# オーガスタス・ハーヴィー (第3代ブリストル伯爵)
第3代ブリストル伯爵オーガスタス・ジョン・ハーヴィー提督（英語: Augustus John Hervey, 3rd Earl of Bristol PC (Ire)、1724年5月19日 - 1779年12月23日）は、イギリス海軍士官、政治家。七年戦争において、1756年5月のミノルカ島の海戦でポスト・シップのフェニックスの艦長を務め、1761年6月のベル＝イル占領、1762年1月のマルティニーク島侵攻、1762年6月のハバナの戦いで3等艦ドラゴンの艦長を務めた後、アイルランド担当大臣（在任：1766年 - 1767年）と第一海軍卿（在任：1771年 - 1775年）を歴任した。女性遍歴により「イギリスのカサノヴァ」と呼ばれた。

## 初期の経歴
ハーヴィーは第2代ハーヴィー男爵の次男として生まれ、1733年よりウェストミンスター・スクールで教育を受けた。1735年にイギリス海軍に入隊、1740年に大尉に昇進した。

## 軍歴

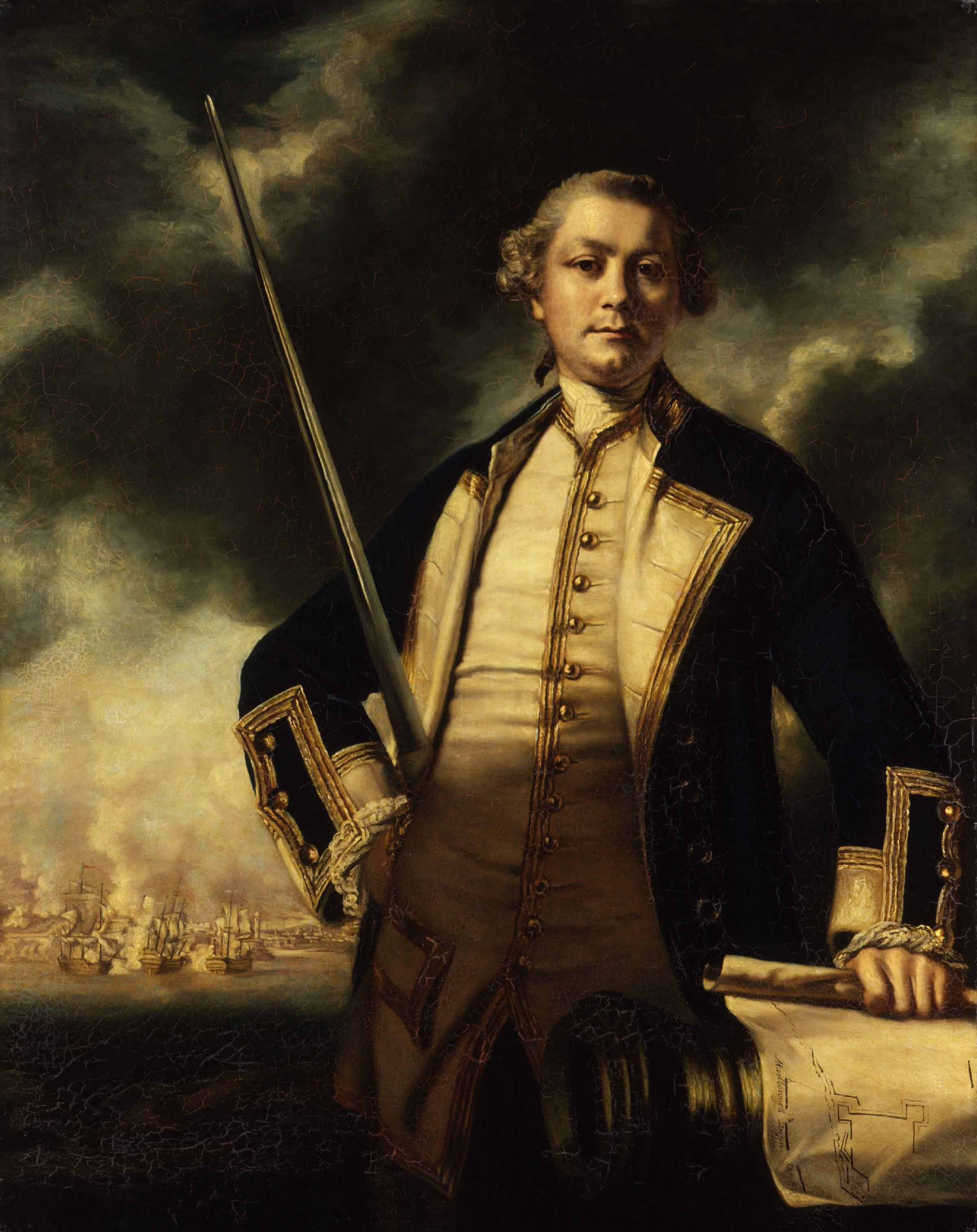
ジョシュア・レノルズによる肖像画

1747年1月15日に勅任艦長に昇進した後、3等艦プリンセスの指揮を委ねられ、1752年1月にポスト・シップのフェニックスの艦長に任命され1756年5月のミノルカ島の海戦に参加した。同1756年5月には4等艦ディファイアンスの指揮を、1757年5月に3等艦ハンプトン・コートの指揮を、1758年3月に3等艦モンマスの指揮を執った。
フランス艦との遭遇戦で戦功を立て、1759年にはエドワード・ホーク提督の大きな助力となったが、11月のキブロン湾の海戦以前に帰国した。その後、1760年3月に3等艦ドラゴンの指揮を執り、1761年6月のベル＝イル占領、1762年1月のマルティニーク島侵攻、1762年6月のハバナの戦いに参戦、1763年5月に4等艦センチュリオンの指揮を執った。
1763年2月にパリ条約が締結されて七年戦争が終結するまで、西インド諸島でジョージ・ロドニーの下で戦功を立てた。終戦以降に海戦を行うことはなくなったが、名目上の地中海艦隊指揮官を務めた。1775年3月31日に少将に、1778年1月23日に中将に昇進した。女性遍歴により「イギリスのカサノヴァ」と呼ばれた（ハーヴィーとカサノヴァは同時代の人物である）。

## 政歴
1757年から1763年までバーリー・セント・エドマンズ選挙区の議員を、1763年から1768年までソルタッシュ選挙区の議員を、1768年から1775年までバーリー・セント・エドマンズ選挙区の議員を務め、1775年にブリストル伯爵を継承して貴族院に移籍したため以降は庶民院での被選挙権を失った。ハーヴィーはたびたび議会の弁論に参加、定期刊行物にも頻繁に寄稿した。1765年から1766年までの第1次ロッキンガム侯爵内閣の野党であり、ともに海軍を務めたオーガスタス・ケッペル提督を強く弁護した。1763年から1775年まで国王ジョージ3世の寝室宮内官を務め、1766年から1767年までアイルランド担当大臣を務めた。1771年2月にはノース内閣で第一海軍卿になり、1775年4月に辞任した。

## 私生活

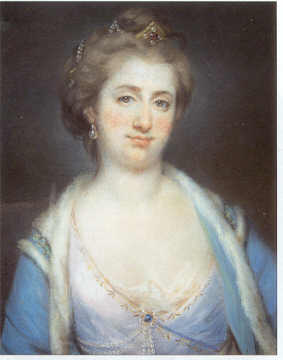
エリザベス・チャッドリー

1744年8月、エリザベス・チャッドリー（1720年 - 1788年、後のキングストン＝アポン＝ハル公爵夫人）と秘密結婚したが、1769年に離婚した。彼は1775年に元画家モデルのメアリー・ネスビットを愛人とし、2人はサリーのノーウッド・ハウスに住んだ。ブリストル伯爵は遺言状でネスビットに財産を残した。このように、ブリストル伯爵は嫡出子がいなかったが、財産の継承を爵位の継承からできるだけ分離した。彼はノーウッド・ハウスに馬小屋を設けるなどの改装を行った。1779年12月23日、痛風によりロンドンのセント・ジェームズ・スクエアで死去、サフォークのイックワースに埋葬された。爵位は弟のフレデリックが継承した。
ブリストル伯爵の手紙の多くがパブリック・レコード・オフィス（現イギリス国立公文書館の前身）に保存されており、航海日誌は大英博物館に保存された。それ以外の手紙はGrenville Papers, vols. iii. and iv. (London, 1852–1853)とLife of Admiral Keppel, Rev. Thomas Keppel (London, 1852)で出版された。1770年5月22日、ジェームズ・クックは航海中に発見したオーストラリアのクイーンズランド州ハーヴィー湾をブリストル伯爵に因んで命名した。また、ジェームズ・クックは1778年7月にも現米国アラスカ州南西部にあるブリストル湾をブリストル伯爵にちなんで命名した。それ以外にもサウスジョージア・サウスサンドウィッチ諸島のブリストル島、南クック諸島（別名「ハーヴィー諸島」）もクックがブリストル伯爵に因んで命名した地名である。

## 関連図書
- Holmes, M J R (1996). Augustus Hervey - A Naval Casanova. Durham: Pentland Press.